# Replicas
Replicas è il secondo album discografico dei Tubeway Army, pubblicato dalla Beggars Banquet Records nell'aprile 1979. Nonostante la pubblicazione sotto il nome della band, l'album è considerato opera del noto frontman Gary Numan, il quale ne ha scritto tutti i testi e la musica. Il disco fu anche prodotto dallo stesso Numan.
L'album contiene il singolo Are 'Friends' Electric?, numero 1 nella classifica britannica singoli a giugno del 1979.
È stato ristampato dalla Beggars Banquet Records nel 1999, con sei tracce aggiuntive, e nel 2008 in versione triplo CD, inclusa una prima versione completa dell'album, remix e versioni alternative.

## Il disco
L'album è stato registrato durante un periodo di sei giorni negli Gooseberry Studios di Londra nelle prime settimane del 1979. Oltre a scrivere tutti i testi e la musica, Numan suona tutte le chitarre e le tastiere, compreso il Mini-Moog, scoperto dal musicista per caso in una sala di prova l'anno prima. Dato che Numan non poteva permettersi di comprare un sintetizzatore, le canzoni di Replicas furono scritte usando un vecchio pianoforte e le abituali chitarre. Le tastiere elettroniche usate per registrare l'album furono prese a noleggio.
Durante il periodo di registrazione dell'album, la band registrò anche una "session" per la trasmissione radiofonica di John Peel della BBC. Furono registrate versioni di "Down in the Park", "Me! I Disconnect From You" e "I Nearly Married a Human". "Down in the Park" fu poi pubblicato come primo singolo a marzo del 1979, qualche settimana prima dell'album. Si vendettero circa diecimila copie ma non entrò in classifica.
Il primo successo commerciale venne con il secondo singolo "Are 'Friends' Electric?' a seguito delle performance televisive per Old Grey Whistle Test prima, e poco dopo per la popolarissima Top of the Pops quando il singolo era ancora al 48º posto in classifica. Passò al primo posto nel giro di un mese, trascinandosi dietro anche l'album, il quale raggiunse il primo posto a luglio.
Non furono pubblicati ulteriori singoli in quanto il frontman Gary Numan stava già lavorando su materiale nuovo in vista ad un album da solista che uscirà poi a settembre del 1979.

## Tracce
(Musica e Testi di Gary Numan)
1. Me! I Disconnect from You - 3:22
2. Are 'Friends' Electric? - 5:25
3. The Machman - 3:08
4. Praying to the Aliens - 4:00
5. Down in the Park - 4:24
6. You Are in My Vision - 3:14
7. Replicas - 5:00
8. It Must Have Been Years - 4:02
9. When the Machines Rock - 3:15
10. I Nearly Married a Human - 6:31

Tracce bonus ristampa CD 1999 (Baggers Banquet Records)
1. Do You Need the Service? - 3:39
2. The Crazies - 2:54
3. Only a Downstat - 3:36
4. We Have a Technical - 8:04
5. We Are So Fragile - 2:55
6. I Nearly Married a Human (2) - 6:38

Tracce bonus ristampa Redux 2008 - sotto il nome di Gary Numan + Tubeway Army (Baggers Banquet Records)
- CD 1

1. We Are So Fragile - 2:55
2. Do You Need the Service? - 3:39
3. I Nearly Married a Human (2) - 6:38

- CD 2
(prima versione completa album Replicas, registrata fine 1978 - gennaio 1979)

1. Me! I Disconnect From You - 3:24
2. Are 'Friends' Electric? - 5:25
3. The Machman - 3:08
4. Praying to the Aliens - 4:08
5. Down in the Park - 4:24
6. Do You Need the Service? - 3:42
7. Only a Downstat - 3:35
8. We Have a Technical - 8:00
9. You Are In My Vision - 3:22
10. Replicas - 5:02
11. It Must Have Been Years - 4:04
12. When the Machines Rock * - 3:15
13. The Crazies - 2:54
14. I Nearly Married a Human (3) - 6:24

(*) La prima versione originale contiene parti vocali di Numan. Nella versione standard dell'album è un brano strumentale.
- CD 3
(Remix e versioni alternative, disponibile in edizione limitata e venduto esclusivamente sul sito garynuman.co.uk)

1. Are 'Friends' Electric? (Renegade Soundwave Mix) - 5:15
2. Replicas (Early Version 2) - 5:05
3. Down in the Park(Early Version 2) - 4:23
4. Are 'Friends' Electric? (Early Version 2) - 5:28
5. Replicas (Early Version 3) - 5:00
6. Are 'Friends' Electric? (Renegade Soundwave Instrumental) - 5:14

## Musicisti
- Gary Numan – voce, tastiere, percussioni, chitarre
- Paul Gardiner – basso
- Jess Lidyard – batteria

## Eredità
Replicas rimane fra gli album più noti e venduti di Numan, e molti dei suoi brani sono stati eseguiti dal vivo durante gli anni nella lunga carriera del musicista, tuttora attivo, in particolare "Are 'Friends' Electric", "Down in the Park" e "Me! I Disconnect from You". L'intero album è stato riproposto dal vivo in varie occasioni a partire dal 2008 in Gran Bretagna. Un concerto tenuto a Manchester nel 2008 è stato pubblicato su CD e DVD nel 2009 sotto il titolo Replicas Live Manchester 08-03-2008.
L'album è stato riproposto di nuovo dal vivo a settembre e ottobre del 2015, sia a Los Angeles che a Londra, in tre date consecutive, in cui Numan ha eseguito i suoi album 'classici', ovvero Replicas, The Pleasure Principle e Telekon. Numan ha replicato la formula in diverse date negli Stati Uniti e Canada a maggio del 2016.
Un concerto registrato all'O2 Forum di Londra il 21 ottobre del 2015 è stato pubblicato in CD e LP vinile in occasione di questi ultimi concerti del 2016.

## Ristampe
Oltre alle ristampe in CD, replicas è stato ristampato più volte in vinile. La prima nel 2008 in vinile 180 grammi, e poi nel 2015 anche in vinile colore arancione. Ambedue le edizioni riportano i brani originali rimasterizzati.